# Thibault Duvallet
Pas d'image ? Cliquez ici

a Compétitions nationales et continentales officielles uniquement.

Dernière mise à jour le 27 novembre 2021.
Thibault Duvallet, né le 27 mai 1986 à Orléans, est un joueur français de rugby à XV, évoluant au poste de demi d'ouverture et d'arrière (1,82 m pour 86 kg).

## Statistiques internationales
- International -19 ans : participation au championnat du monde 2005 en Afrique du Sud, 4 sélections, 1 essai, 1 drop, 4 transformations, 2 pénalités (Australie, Géorgie, Roumanie, Pays de Galles) au poste d'arrière.
- International -18 ans : 2 sélections, 1 pénalité, 3 transformations en 2004 (Irlande, Angleterre).